# St-Michel (Sournia)
Die vorromanische Kapelle St-Michel liegt auf dem Gebiet der Gemeinde Sournia im Département Pyrénées-Orientales in der südfranzösischen Region Okzitanien. Sie gehört zu den wenigen Kirchenbauten im Süden Frankreichs, bei denen noch Einflüsse bzw. Nachwirkungen aus der westgotischen Architektur anzunehmen sind.

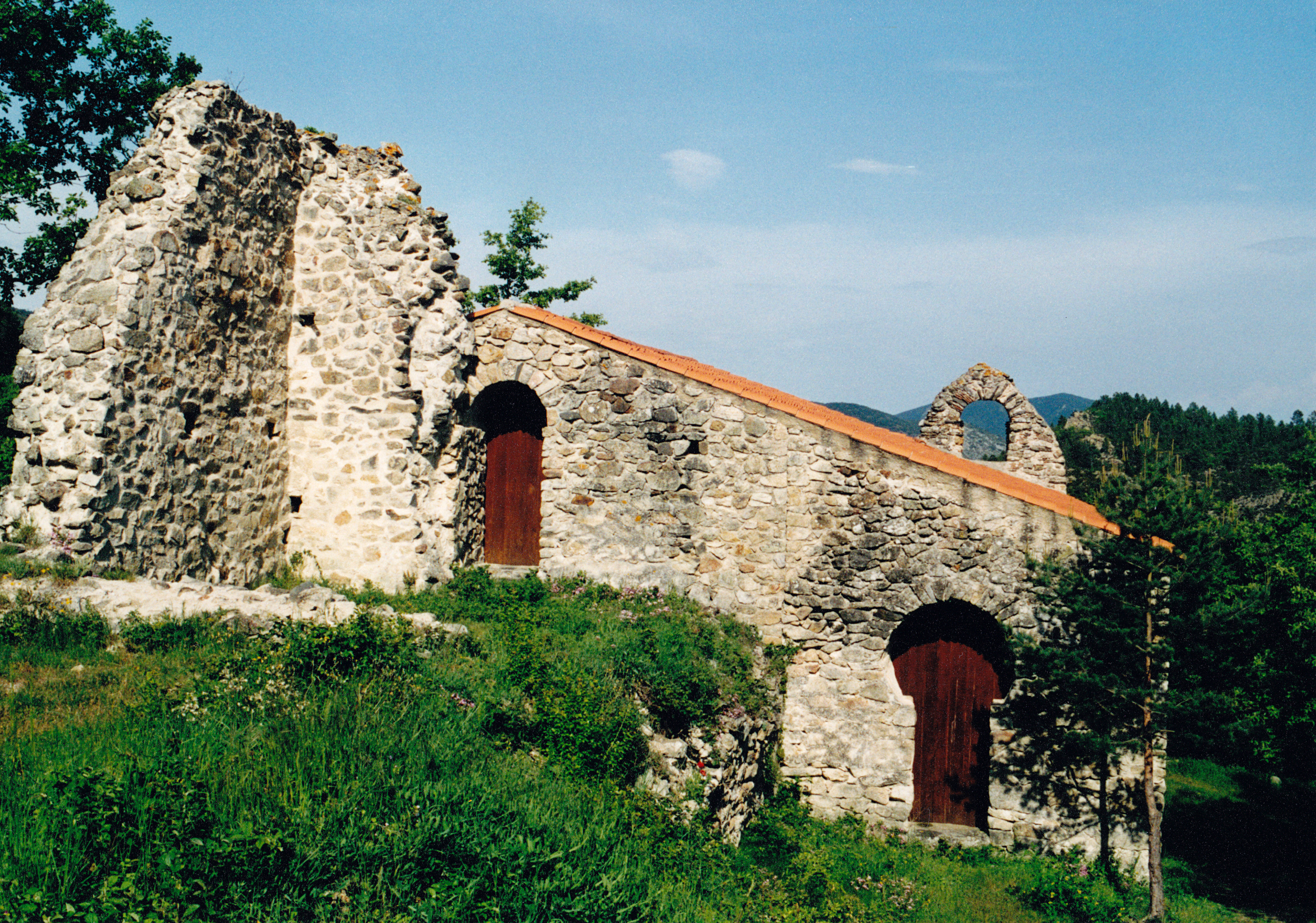
Kapelle Saint-Michel de Sournia

## Lage
Der kleine Kirchenbau liegt am linken Ufer des Flüsschens Desix inmitten der Wälder des Fenouillèdes etwa 1.600 Meter südwestlich des Ortszentrums von Sournia.

## Baugeschichte
Eine Kirche an dieser Stelle ist urkundlich bereits für das Jahre 965 bezeugt; damals gehörte der Grundbesitz zum Kloster Saint-Michel-de-Cuxa. Es könnte sich dabei um die heute noch existierende Kapelle handeln, die vielleicht als Prioratskirche fungierte. Seit dem Jahr 1965 steht die Kapelle auf der Liste der Monuments historiques. In den 1980er Jahren wurden umfangreiche Sicherungs- und Restaurierungsmaßnahmen durchgeführt; dabei wurde das Dach komplett erneuert.

## Architektur

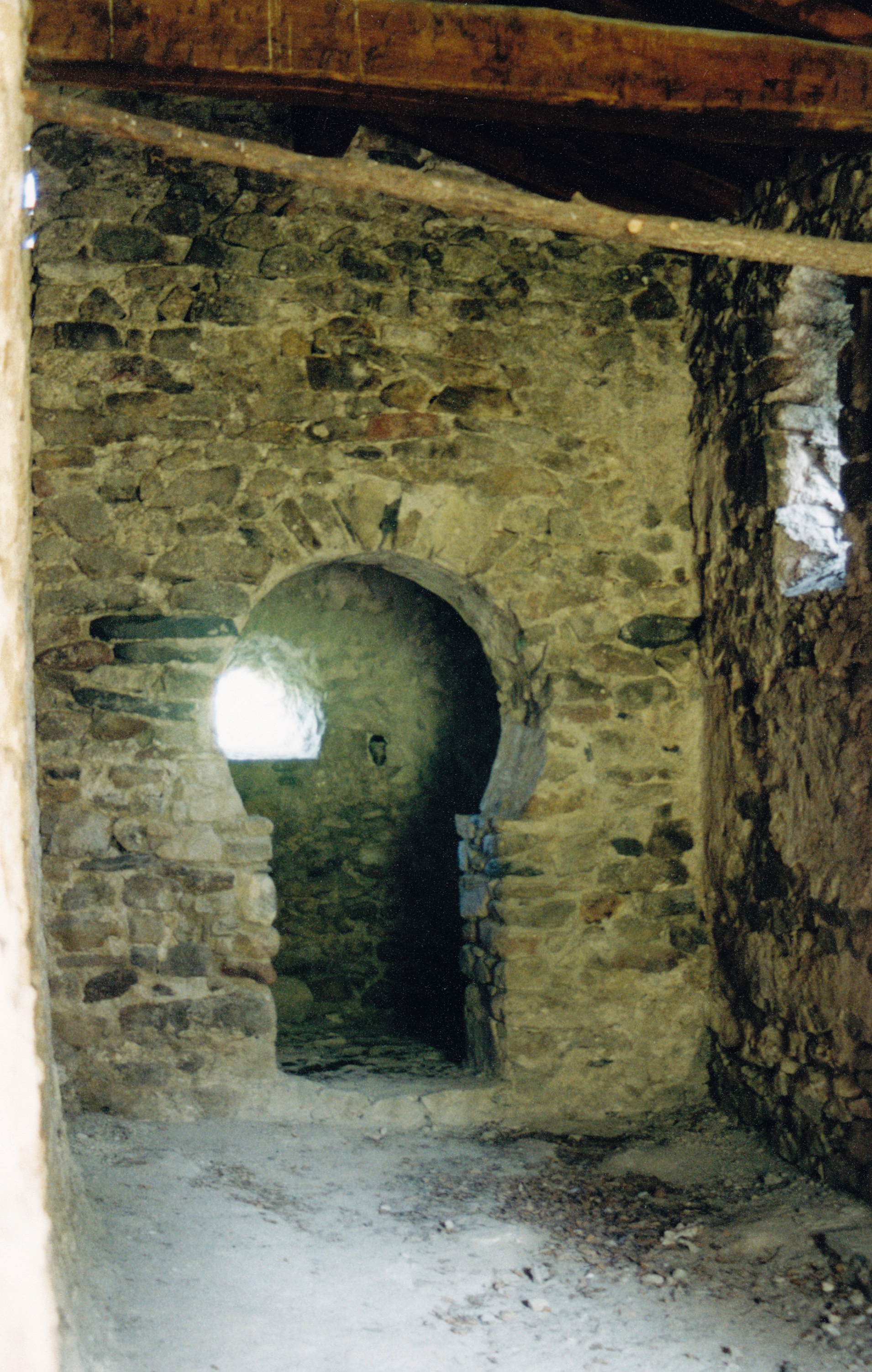
Triumphbogen und Chor. Der Bogen ist an seinem unteren Ende deutlich eingezogen (Hufeisenbogen), was auf Nachwirkungen der westgotischen Architektur hindeuten könnte.

### Baumaterial
Zum Bau der Kapelle wurden unterschiedlich große Steine verwendet wie sie in der Umgebung leicht zu finden sind – diese wurden nur grob behauen und sogar die Portal- und Fenstereinfassungen sind mit diesen Steinen ausgeführt worden. Die Ausführung eines Mauerwerksverbands mit regelmäßigen Steinlagen war mit diesem Material nicht möglich.

### Außenbau
Der Außenbau besteht aus einem Kirchenschiff mit einer östlich angefügten und etwas kleineren halbrunden Apsis. Oberhalb befindet sich ein einfacher Glockengiebel. Nördlich der kleinen Kirche führt ein höhergelegenes Rundbogenportal in einen Kapellenanbau, der auch in Innern über einen Durchgang mit dem älteren Bauteil verbunden ist. Daneben stehen spätere – teilweise ruinierte – Anbauten, über deren Zweck Unklarheit besteht.

### Innenraum
Die Kapelle besteht nur aus einem einschiffigen unverputzten und beinahe fensterlosen Raum von etwa 3,20 Metern Breite und 8,50 Metern Länge; hinzu kommt der kleine, durch ein Ostfenster belichtete Apsisbereich, der von einem  Triumphbogen/Chorbogen in Gestalt eines Hufeisenbogens abgetrennt wird. Das Kirchenschiff wird von zwei kleinen Fensteröffnungen links und rechts des großen Südportals belichtet. Weder das Kirchenschiff noch der Chorbereich sind gewölbt, sondern haben nur einen hölzernen Dachstuhl.

### Bögen
Die Hufeisenbögen von Saint-Michel unterscheiden sich von den anderen Exemplaren im Languedoc-Roussillon durch ihre Ausgeprägtheit: Die Bögen sind deutlich größer als der eigentliche Durchgangsbereich, der überdies in einigen Fällen nach oben – bedingt durch die leicht nach innen gezogene Steinsetzung des Gewändes – immer kleiner wird. Derartige Konstruktionen werden auch als Schlüssellochfenster bzw. -türen bezeichnet.

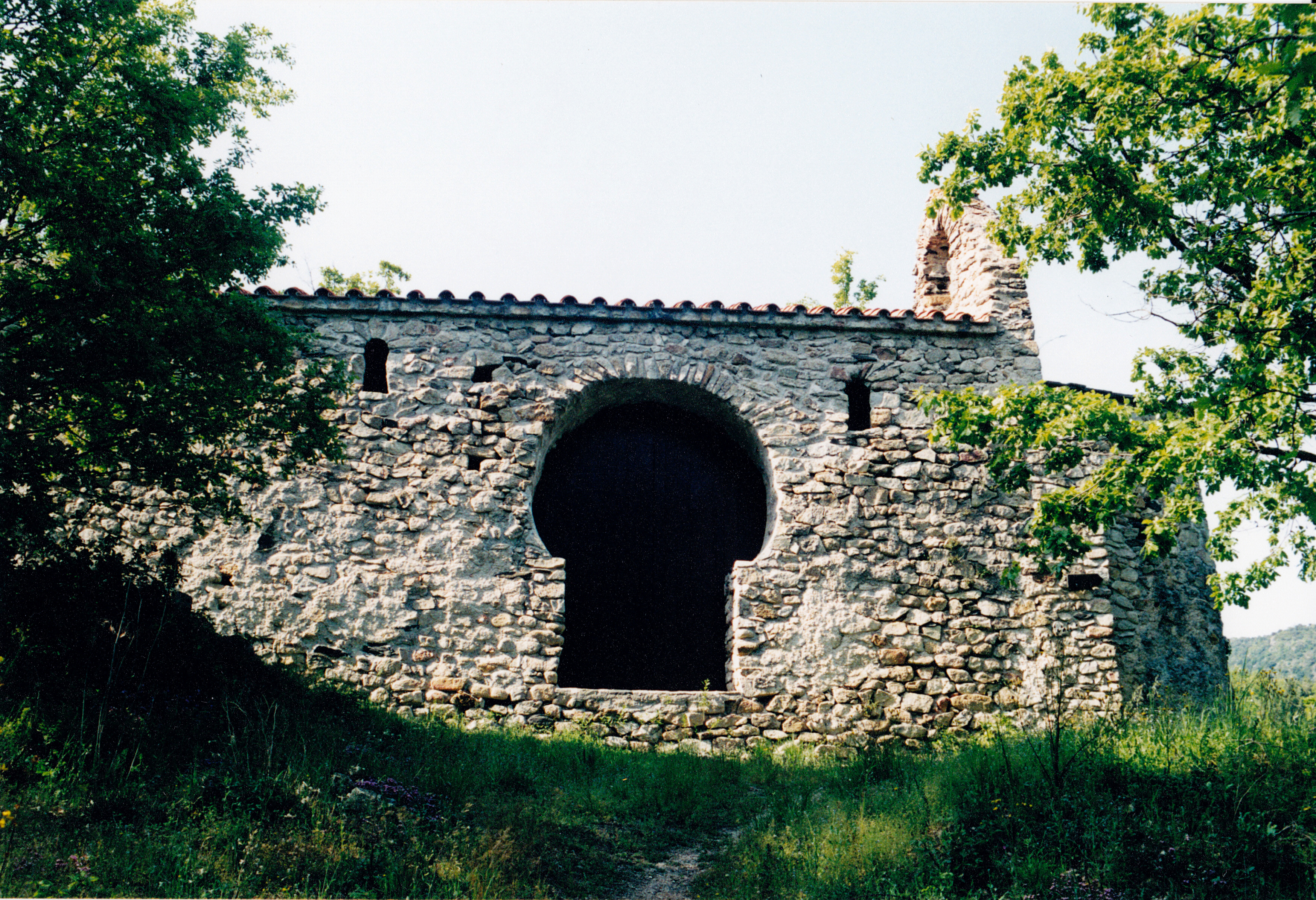
Blick von Süden
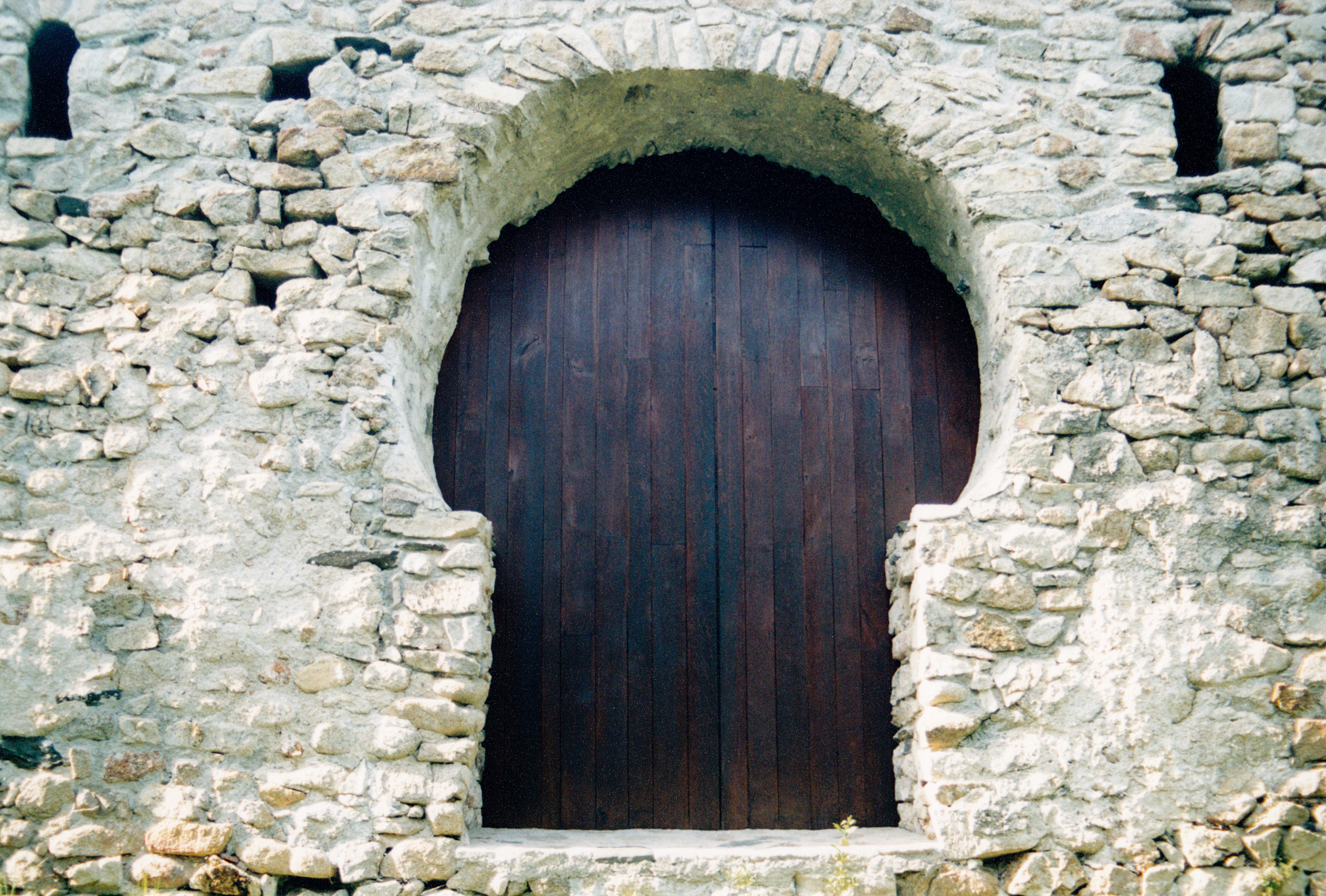
Südportal
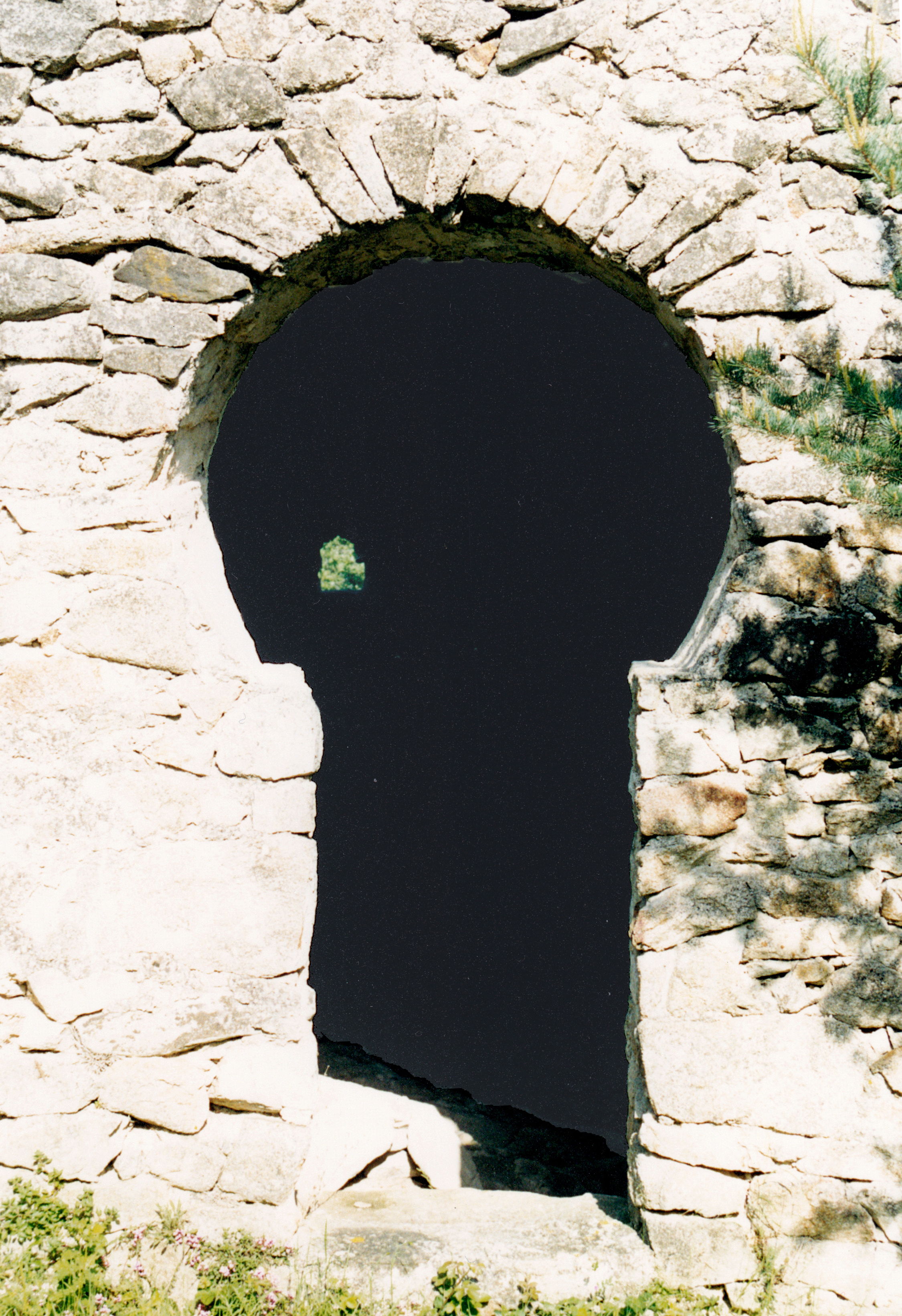
Westportal
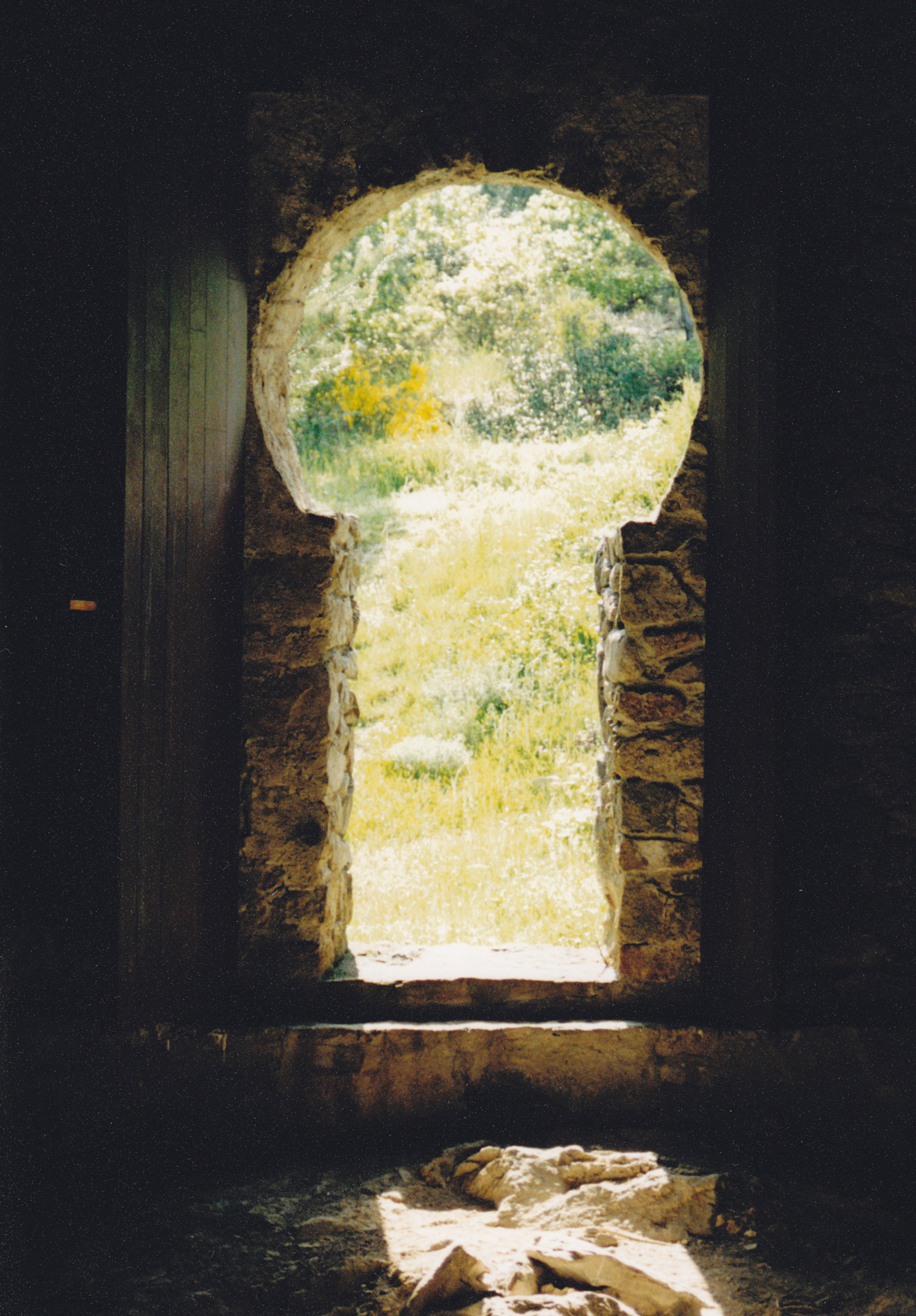
Westportal von innen